# 5-хидрокситриптофан
5-хидрокситриптофанът е аминокиселина, прекурсор на невротрансмитера серотонин и междинно вещество при метаболизма на триптофана.

## Описание
5-хидрокситриптофанът (също L-5-хидрокситриптофан, 5-HTP) се получава от съединението триптофан чрез ензима триптофан хидроксилаза. Неговото декарбоксилиране дава серотонин.
5-HTP играе важна роля при неврологични и метаболитни заболявания. Използва се при пациенти, страдащи от депресия, фибромиалгия, тревожност, безсъние, мигрена и затлъстяване.
Не се препоръчва за бременни и кърмещи, както и за хора, страдащи от синдрома на Даун. Опасно е комбинирането на 5-хидрокситриптофана с други антидепресанти.